# Gino Bartali

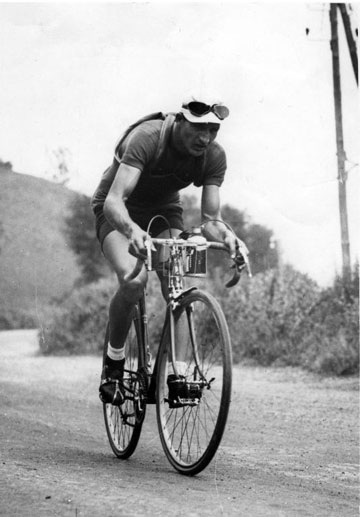
Bartali al Tour de França de 1938

Gino Bartali (Ponte a Ema, Bagno a Ripoli, Toscana, 18 de juliol de 1914 – Ponte a Ema, 5 de maig de 2000), anomenat il Ginettaccio fou un ciclista italià, professional entre 1935 i 1954, i considerat un dels millors ciclistes de la història.
Excel·lent escalador, però també capaç de guanyar a l'esprint, va guanyar tres edicions del Giro d'Itàlia, el 1936, 1937 i 1946, així com dos Tours de França amb deu anys de diferència, una fita sense precedents, el 1938 i el 1948. És un dels pocs ciclistes que al llarg de la història ha acabat més de 10 vegades en un podi final d'una gran volta. Guanyà set vegades el Gran Premi de la Muntanya del Giro d'Itàlia i dues vegades el del Tour de França. També té quatre victòries a la Milà-San Remo i tres a la Volta a Llombardia, així com èxits generals en curses per etapes de renom com la Volta al País Basc, el Tour de Romandia i la Volta a Suïssa. La seva carrera va estar marcada per la rivalitat amb Fausto Coppi.
Membre profundament religiós d'Acció Catòlica, sempre es va negar a ser un ambaixador del feixisme. Proper al cardenal florentí Elia Dalla Costa, la seva activitat com a missatger clandestí durant la Segona Guerra Mundial, sota l'aparença d'entrenaments amb la bicicleta durant les quals transmetia papers falsos amagats al manillar o al selló de la seva bicicleta, va permetre salvar diversos centenars de jueus. Com a tal, va ser reconegut com a «Justos entre les Nacions» el setembre de 2013 i el seu nom apareix al memorial de Iad va-Xem.

## Biografia

### Carrera juvenil i cadet
Gino Bartali va néixer el 18 de juliol de 1914 en una petita casa de via Chiantigiana de Ponte a Ema, un petit poble prop de Florència, on el seu pare, Torello, treballava en el ram de la construcció. La seva mare, Giulia, pujà els quatre fills de la família: Gino Bartali té dues germanes grans, Anita i Natalina, i un germà petit, Giulio. De petit, durant un joc amb els seus amics, va romandre uns minuts enterrat sota un munt de neu. Quan la seva mare se'l trobà, tenia febre i no podia parlar. Va romandre sense parlar durant gairebé sis mesos i posteriorment va conservar una veu ronca a conseqüència d'aquest accident.
El seu pare li va comprar una primera bicicleta perquè pogués anar a l'escola Peruzzi, a la plaça Santa Croce de Florència, a completar el seu cicle d'estudis elementals. Des dels 13 anys va treballar arreglant bicicletes a la botiga de bicicletes d'Oscar Casamonti, a Florència. Casamonti era un ciclista de categoria independent i va veure en el jove Bartali les qualitats innates per a aquest esport, tot i que encara no disposava d'una de bicicleta de carreres perquè el seu pare es mostrava reticent a què la tingués. Gràcies als seus estalvis i amb l'ajuda d'Oscar Casamonti, aconseguí comprar-ne una. El juliol de 1931 disputà i guanyà la seva primera cursa, però aquesta victòria li fou retirada per haver fet els 17 anys un dia abans, cosa que li impedia participar-hi.
Finalment, el seu pare finalment va cedir a la insistència d'Oscar Casamonti i Gino Bartali va competir en les seves primeres curses oficials en categoria de principiants. S'incorporà a «L'Aquila di Ponte a Ema», el club del poble, i obtingué noves victòries. Esdevé una «estrella local», de manera que el club el nomenà secretari. El 1932 va quedar tercer al campionat italià de principiants i inicia una rivalitat amb Aldo Bini, aleshores considerat el millor italià d'aquesta categoria. Al campionat italià juvenil de 1933 Bartali va vèncer a Aldo Bini en l'esprint per la segona posició. El maig de 1934 una caiguda durant una cursa a Grosseto li provoca una commoció cerebral i una fractura de nas, així com estar un dia en coma. Aquest accident el va fer reticent a disputar esprints en el futur i el va portar a sotmetre's a una cirurgia del nas el 1937. Durant la tardor de 1934 va tornar a Grosseto, on fou segon en una cursa que va començar 18 minuts tard. Va guanyar la cursa de muntanya Bassano-Monte Grappa i després el campionat de la Toscana. Amb ganes de mesurar-se amb els professionals, es va inscriure al Gran Premi Fiume de Torí. Arribà amb el grup capdavanter al velòdrom, on guanyà la cursa sense adonar-se'n, ja que creia que encara li queda una volta al velòdrom. Aquesta victòria també li fou retirada, aquesta vegada perquè no era piemontès. Amb tot, es va mostrar al mateix nivell dels professionals. Va guanyar la seva última cursa amateur a Ponte a Ema amb 17 minuts d'avantatge. Era la 44a victòria en 104 curses disputades com a amateur. El desembre va passar a la categoria independent, abans de ser contractat per l'equip Frejus.

### Inici de la carrera professional (1935)
L'equip Frejus, pel qual fitxa Gino Bartali, era liderat per Giuseppe Martano, segon al Tour de França de 1934. La primera cursa important en la qual participa Bartali és la Milà-San Remo. Al pas per Voltri perdia dos minuts respecte al cap de cursa, però va aconseguir arribar al capdavant seguint a Learco Guerra, que havia perdut temps per culpa d'una caiguda. Al pas pel Capo Mele va agafar el lideratge de la cursa, arribant a tenir dos minuts sobre els perseguidors. Una avaria al desviador, que li impedia canviar de marxa, va fer que el seu lideratge s'anés reduint gradualment. A vuit quilòmetres per l'arribada fou atrapat per Learco Guerra, Mario Cipriani i Giuseppe Olmo. Aquest darrer va guanyar la cursa a l'esprint per davant de Guerra i Cipriani. Gino Bartali no va disputar l'esprint i fou quart. Guanya el premi al millor animador de la cursa i rebé els elogis de La Gazzetta dello Sport. El periodista Giuseppe Ambrosini, de La Stampa, el cita com a ciclista revelació de la prova: Bartali és un escalador de gran valor, va mostrar una excel·lent condició física que li va permetre aguantar la llarga distància, tot i la seva curta edat, cosa que mai m'hauria cregut.
Va ser seleccionat per disputar el Giro d'Itàlia al maig, amb el paper de «gregari» del seu líder, Giuseppe Martano. Durant la sisena etapa, entre Portocivitanova i L'Aquila, Gino Bartali va llançar un atac al coll de Campanelle. Només Ezio Cecchi, de l'equip Gloria, l'aconseguí seguir en un primer moment, però finalment Bartali travessà la meta en solitari i aconseguí la primera victòria d'etapa al Giro d'Itàlia. Continuà brillant a la muntanya, malgrat la insistència del seu director d'equip per recordar-li el seu paper de gregari en favor de Giuseppe Martano. Va acabar la cursa en setena posició general i va guanyar el Gran Premi de la Muntanya. Poc després va guanyar el Critèrium de les Nacions a Torí i la Reus-Barcelona-Reus. Va acabar tercer al Critèrium de Midi, ajudant el seu company Antonio Negrini a guanyar. A l'agost va triomfar a la Volta a Euskadi, on va guanyar tres de les cinc etapes i la general.
Al final de la temporada va guanyar el Campionat d'Itàlia per punts, atorgat sobre la base d'una classificació per punts en diverses proves d'un dia. Destaca la victòria a la Coppa Bernocchi i la segona posició a la Volta a Llombardia i al Giro de la Romanya. Durant aquesta cursa Learco Guerra, guanyador dels últims cinc campionats italians, reconeix a Bartali com a nou campió nacional i li va proposar: «Em deixaràs guanyar aquesta cursa i l'any que ve seré el teu ajudant». Bartali va acceptar la proposta i es va incorporar a l'equip Legnano, dirigit per Eberardo Pavesi, el 1936.

### Primera victòria al Giro d'Itàlia (1936)
El 1936, a l'abril, fou quart al Giro de Toscana i al maig va disputar el Giro d'Itàlia com a líder del seu equip, el Legnano. Des de la primera etapa els seus companys d'equip van treballar per a ell, per enfrontar-se a l'equip Bianchi de Giuseppe Olmo. Olmo i Aldo Bini van lluir el mallot rosa durant les vuit primeres etapes. Durant la 9a etapa, entre Campobasso i L'Aquila, la primera etapa de muntanya d'aquesta edició del Giro, a través dels Apenins, Gino Bartali es va desfer dels seus oponents. Va fer un primer atac a la cota de Macerone, després accelerà de nou a la cota de Roccaraso i a la pujada de Svolte di Popoli, a 40 km de l'arribada. Va guanyar amb 6 minuts i 12 segons sobre el primer perseguidor, Cesare Del Cancia, i va vestir el mallot rosa per primera vegada en la seva carrera amb més de sis minuts d'avantatge sobre Severino Canavesi i gairebé nou sobre Giuseppe Olmo. Olmo va reduir part del temps perdut guanyant sis de les nou etapes següents. Bartali va perdre un temps destacat a la contrarellotge, però va guanyar dues etapes més a la part final del Giro. D'aquesta manera va guanyar el seu primer Giro a Itàlia per davant dels seus rivals Olmo i Canavesi, i també va guanyar la classificació de muntanya, com l'any anterior.
Pocs dies després d'aquest èxit, el 14 de juny, el seu germà Giulio, un prometedor ciclista amateur, va patir un accident. Va xocar amb un cotxe en un perillós descens en una cursa regional i dos dies després moria a causa de les ferides. Aclaparat pel dolor, Gino Bartali va decidir inicialment deixar el ciclisme. No va reprendre la competició fins a finals de juliol i al setembre va disputar el Campionat del Món de carretera. El comportament d'Aldo Bini i Bartali i, segon i setè respectivament, va ser criticat per la premsa italiana, que els va acusar d'haver treballat per evitar que l'altre guanyés. Després de guanyar, amb Learco Guerra, el Giro de la província de Milà, una contrarellotge per parelles, Gino Bartali acabà la temporada guanyant la Volta a Llombardia. Va atacar a la pujada a Ghisallo abans de vèncer els seus dos companys d'escapada, Diego Marabelli i Luigi Barral.

### Segona victòria al Giro i primera participació en el Tour de França (1937)
A principis de 1937, mentre es preparava per a la Milà-San Remo, un metge li va diagnosticar una broncopneumònia, agafada després d'un entrenament entre Milà i Florència, i va considerar que el seu estat era «alarmant». Aquesta malaltia va perjudicar la preparació per al Giro d'Itàlia, que va iniciar, tot i la manca d'entrenament. Prudent i veient-les venir durant les primeres etapes, va vestir el mallot rosa per primera vegada gràcies a la victòria del seu equip en la contrarellotge per equips en la cinquena etapa. L'endemà el va perdre en favor de Giovanni Valetti, però el va recuperar, per tan sols vint segons, en la vuitena etapa gràcies a una victòria en una cronoescalada al Terminillo. Aquests escassos vint segons sobre Valetti van anar augmentant en posteriors etapes fins a situar-se en més de vuit minuts a la fi de la cursa. Bartali havia guanyat el seu segon Giro de manera consecutiva, quatre etapes i la classificació de muntanya.
Després d'aquesta victòria va ser convocat per disputar per primera vegada el Tour de França. Primer declinà aquesta invitació, seguint els consells dels seus metges, però després es resignà a participar-hi pressionat per una «campanya difamatòria» del Popolo d'Italia. Achille Starace, president del Comitè Olímpic Nacional Italià i figura eminent del Partit Nacional Feixista li ordenà prendre la sortida de la cursa per mitjà d'un telegrama amenaçador, sota pena de retirada de la llicència i condemna per insubordinació.
Després de les seves dues victòries al Giro, Bartali era considerat un dels grans favorits d'aquest Tour, tot i que persisteixen els dubtes sobre el seu estat de forma. Després d'haver superat sense dificultat les primeres etapes, en especial les llambordes del nord de França, va destacar un atac en l'ascensió al Ballon d'Alsace de la quarta etapa. Fou segon de l'etapa, rere l'alemany Erich Bautz, que havia arribat escapat a meta, i puja fins al tercer lloc de la classificació general. Després d'aquesta etapa, Henri Desgrange, director del Tour, va escriure a L'Auto: No m'importa la classificació, mai he vist res tan bonic com Bartali al Ballon d'Alsace. Tercer ex æquo a Aix-les-Bains, va guanyar l'endemà a Grenoble durant l'etapa reina dels Alps. Coronà en solitari el coll del Galibier i posteriorment va rebre l'ajuda del seu company Francesco Camusso, segon de l'etapa. Gino Bartali es posa per primera vegada el mallot groc, amb nou minuts sobre el segon classificat, el belga Edward Vissers. Durant la següent etapa, entre Grenoble i Briançon, atacà en els primers quilòmetres de la rampe de Laffrey, però després tot foren problemes: punxà diverses vegades i va patir una caiguda juntament amb els seus companys Jules Rossi i Francesco Camusso en un descens. Finalment, arribà a Briançon amb deu minuts perduts, però conservà el mallot groc. Afectat físicament per la caiguda, l'endemà va retrocedir fins a la sisena posició de la classificació general. Aniria perdent més temps en etapes posteriors, fins que es retirà del Tour a Marsella per ordre del seu director tècnic.
Al setembre es va tornar a proclamar campió italià i va guanyar el Giro del Piemont. A la Volta a Llombardia va cometre l'error de no prendre's seriosament l'atac d'Aldo Bini i arribà segon a cinc minuts de Bini.

### Primera victòria al Tour de França (1938)
Setè a la Milà-Sanremo 1938, Gino Bartali es va veure obligat a renunciar al Giro d'Itàlia, del qual n'era el vigent doble vencedor. Va ser empès en aquesta direcció pel poder polític italià, que volia que es dediqués totalment a la seva participació en el Tour de França, seguint l'opinió, aleshores molt estesa, segons la qual no era possible guanyar les dues Grans Voltes el mateix any. El 7 de maig se li reservava l'honor de donar el tret de sortida al Giro a Milà.
Així doncs, l'equip italià seleccionat per Costante Girardengo per disputar el Tour està totalment pensat a treballar per ell. En posicions endarrerides de manera deliberada durant les primeres etapes de la cursa, Gino Bartali ocupava la divuitena posició de la classificació general a l'inici de la primera etapa de muntanya, a set minuts del mallot groc André Leducq. En aquesta etapa, entre Pau i Luishon, atacà en l'ascensió al coll d'Aubisca. Seguit per Edward Vissers, coronà el coll amb sis minuts sobre Antonin Magne i més de vuit sobre Leducq. Als colls del Tourmalet i d'Aspin augmentà encara més aquest avantatge, tot i que en el descens d'aquest darrer port va patir una punxada, una avaria i una caiguda que va fer que fos superat per Félicien Vervaecke i Vissers, per acabar tercer de l'etapa i segon de la general, a més de dos minuts de Vervaecke. Durant la següent etapa ataca al coll de Portet d'Aspet, única dificultat del dia, i aconseguí la bonificació per temps atribuïda al primer. Fou atrapat en la baixada per un grup de corredors. En la contrarellotge, entre Besiers i Narbona, va perdre prop de quatre minuts davant Vervaecke, vencedor, però va treure un minut de bonificació en guanyar l'esprint a Marsella.
Durant l'etapa entre Dinha i Briançon, Bartali atacà a 400 metres de corona el coll d'Alòs per obtenir la bonificació que hi havia. Un posterior atac al coll de Vars li permet sumar una nova bonificació. El descens va estar marcat per nombroses punxades, entre elles una de Bartali i tres de Vervaecke. En aproximar-se al coll d'Izoard Bartali lidera la cursa, acompanyat pel seu company d'equip Mario Vicini i el luxemburguès Mathias Clemens. Atacà a 6 quilòmetres de coronar el cim i augmentà les diferències amb tots els rivals per guanyar l'etapa a Briançon i aconseguir el lideratge de la classificació general amb 18 minuts sobre el segon classificat, Clemens, mentre que Félicien Vervaecke quedava a 21 minuts. Foren molts els seguidors italians que aplaudiren la victòria de Bartali. El general Antonelli, president de la federació italiana de ciclisme, acomiada la multitud que hi havia exclamant: No el toqueu, és un Déu!
En l'etapa entre Briançon i Aix-les-Bains, Félicien Vervaecke i els seus companys intentaren recuperar el temps perdut respecte a un Bartali que es troba sense company després del coll de l'Iseran. Els belgues no aconseguiren desfer-se'n i Bartali acabaria l'etapa amb ells. Va guanyar la darrera bonificació del Tour en coronar primer el Col de la Faucille durant la següent etapa. Així doncs, va coronar en primera posició nou dels dotze ports que atorgaven bonificacions en aquest Tour i va acabar guanyant el Tour de França, el primer, amb més de 18 minuts d'avantatge sobre Vervaecke, segon.
El 21 d'agost va disputar a Treviso el campionat italià en ruta. A l'esprint final fou atrapat per la multitud i ha de frenar per no caure. Acabà segon, rere Olimpio Bizzi i presentà una reclamació sense èxit. Classificat per als mundials de Valkenburg, als Països Baixos, era considerat el favorit de la cursa, però la direcció de l'equip italià, li demana que treballi per als seus companys. Víctima de diverses punxades, va abandonar la cursa, fet que va provocar la ira de la premsa feixista, que el considerava un traïdor que no volia defensar els colors del seu país.

### L'aparició de Fausto Coppi (1939-1940)
La temporada de 1939 començà amb una victòria a la Milà-Sanremo. A l'abril va guanyar el Giro de Toscana. Al Giro a Itàlia va vestir el mallot rosa després de guanyar la segona etapa, a Gènova. L'endemà, en una etapa entre Gènova i Pisa, va patir una punxada al Passo del Bracco. Els seus rivals van passar a l'ofensiva i acaba perdent set minuts en acabar l'etapa. Guanyà el segon sector de la novena etapa, a Florència. També guanyà la quinzena etapa, a Trento, a les Dolomites, recuperant el lideratge amb dos minuts sobre Giovanni Valetti a manca de tan sols dues etapes pel final. Una punxada en la setzena etapa li va per perdre el mallot rosa en favor de Valetti. Tot i una darrera victòria a l'esprint en la darrera etapa, amb final a Milà, no pogué guanyar el Giro i acabà segon a gairebé tres minuts de Valetti.
Al juny va guanyar la Giro del Piemont, cursa en la qual un jove Fausto Coppi fa el debut entre els grans ciclistes del moment, atacant a 60 quilòmetres de l'arribada i acabant el tercer classificat final. Sorprès per l'audàcia demostrada pel jove Coppi, Gino Bartali va demanar al seu director esportiu que el contractés per a la temporada següent. Al juliol no va poder defensar el seu títol al Tour de França, ja que tant els ciclistes italians com els alemanys no hi participaren per les tensions diplomàtiques entre els diferents països europeus en els mesos previs a l'esclat de la Segona Guerra Mundial. Acabà la seva temporada guanyat la Volta a Llombardia.
L'any 1940 comença amb una nova victòria de Bartali a la Milà-Sanremo, la segona consecutiva. Fausto Coppi, que havia estat contractat per l'equip Legnano, li fou de gran ajuda, ajudant a neutralitzar totes les escapades que es van produint durant la cursa. Bartali també va guanyar el Giro de Toscana. El Giro d'Itàlia, que començà a Milà el 19 de maig, s'anuncia com un duel entre Gino Bartali i el vigent campió, Giovanni Valetti, i els seus respectius equips, Legnano i Bianchi. Durant la segona etapa, Gino Bartali cau en el descens del coll de la Scoffera, a 53 quilòmetres de l'arribada, intentant evitar un gos. Va perdre més de cinc minuts respecte del guanyador de l'etapa, Pierino Favalli, amb forts dolors a les costelles, espatlla i turmells. Es va veure obligat a passar la nit a l'hospital. Tot i que un metge li va prescriure un descans de cinc dies després de veure una hemorràgia interna al genoll, Bartali va decidir continuar la cursa i es va posar al servei de Fausto Coppi, millor situat a la classificació general. Coppi es vestí de rosa al final de l'onzena etapa, que guanya a Mòdena. Mentre Bartali, encara afectat per forts dolors i perdent temps cada dia, pensà a abandonar. Amb tot, Eberardo Pavesi, director esportiu de l'equip, el va convèncer perquè seguís corrent i ajudés a Coppi a guanyar el Giro. Durant la 17a etapa Coppi i Bartali s'escaparen junts en l'etapa dolomítica, coronant plegats els colls de Falzarego, Pordoi i Sella, no sense posar-se a prova. Bartali guanya l'etapa i Coppi consolidà el lideratge. Bartali també va guanyar la 19a etapa, amb final a Verona. Va acabar en novena posició de la classificació general, guanyant un cop més la classificació de muntanya, mentre Fausto Coppi va guanyar el seu primer Giro en la primera participació.
En guanyar el Giro de Campània al juliol, i després el Gran Premi de Roma, Gino Bartali consolida el primer lloc al campionat italià i aconsegueix el seu tercer títol. Acabà la temporada amb una nova victòria a la Volta a Llombardia, tot i patir alguns problemes mecànics en l'ascensió al coll de Ghisallo.

### Bartali durant la Segona Guerra Mundial (1940-1944)
Durant el 1940 les curses internacionals i professionals foren escasses. Els ciclistes foren mobilitzats i els fabricants de bicicletes es posaren al servei de la indústria de guerra. Henri Desgrange renuncia a organitzar el Tour de França, fins i tot abans de l'ofensiva alemanya del maig, per la impossibilitat de seguir la frontera italiana i apropar-se a les ciutats portuàries, convertides en zones militars, a banda que les comunicacions telefòniques i telegràfiques eren complicades. Els campionats del món de carretera programats per a l'agost a Varese foren cancel·lats.
El 14 de novembre de 1940 Gino Bartali es va casar amb la seva promesa a l'església de San Salvatore al Vescovo de Florència. El casament fou celebrat pel cardenal Elia Dalla Costa. Després del viatge de noces a Roma, on la família Bartali visita el Papa, va reprendre el seu servei militar. Abans del casament, l'octubre de 1940, havia estat cridat al 56è Batalló d'Infanteria Territorial, i després fou destinat al 60è Batalló Territorial d'Infanteria, on va obtenir el dret a ser missatger militar en bicicleta, fet que li va permetre entrenar i beneficiar-se d'una autorització per competir en les poques curses que encara s'organitzaven. En va guanyar dues durant el 1941, la Copa Marín disputada a Pavia i la Copa Benevento, i fou segon al Giro del Piemont. El 1941 va prendre consciència, segons les seves pròpies paraules, del «perill que suposava Coppi». Durant el Giro de l'Emília Coppi demana poder escapar-se a l'inici de la cursa, afirmant estar malalt i sent incapaç de guanyar, però Bartali va ser incapaç de neutralitzar-lo. A finals d'any naixerà la seva primera filla, Andrea.
La temporada 1942 de Gino Bartali es va limitar a un Giro a Itàlia disputat per punts, anomenat Giro di Guerra, i format per proves independents organitzades durant l'any donaven lloc a una classificació general. Gràcies als seus segons llocs al Giro del Piemont, al Giro de Toscana i la Volta a Llombardia, guanya aquesta classificació. Després va ser destinat a la vigilància de la base aeronàutica de Passignano sul Trasimeno. L'any 1943 només disputà quatre curses, obtenint el seu millor resultat al Giro de la província de Milà amb un segon lloc. El juliol de 1943 canvià de destinació i tornà a Florència, a la policia de trànsit. El setembre va dimitir del cos, el qual havia esdevingut òrgan del partit polític.
Al mateix temps va respondre favorablement a la crida del seu amic, el cardenal Elia Dalla Costa, que li demana ajuda per enviar papers falsos als convents de la regió on s'amaguen els jueus. Tracta amb Giorgio Nissim, que dirigeix la xarxa clandestina Delasem a la Toscana, d'organitzar les missions en bicicleta. Els documents s'amaguen a la tija o al selló de la bicicleta. Bartali justifica els seus nombrosos viatges a les autoritats per la necessitat d'entrenar. La gran popularitat de la qual gaudeix li permet creuar els controls policials sense despertar sospita. Arribà a anar a Roma per lliurar documents al Vaticà. Després de la intercepció d'una carta que el papa Pius XII li havia enviat com a agraïment, Gino Bartali va ser citat a la Villa Triste de Florència per ser interrogat pel major Mario Carità. En va sortir lliure gràcies als “bons oficis” de dos joves feixistes que van intervenir en nom seu amb el major que el va interrogar.
S'allunya de Florència i deixa el seu poble de Ponte a Ema per establir-se a San Casciano in Val di Pesa. Va ser detingut el novembre de 1943 quan volia buscar refugi al Vaticà i va romandre tancat a la presó durant 45 dies. Considerat un desertor, tot i haver de ser portat davant d'un tribunal especial de guerra, se li concedeix una fiança, pagada pels amics. Els esdeveniments li van ser favorables, ja que el seu judici no va arribar a tenir lloc. De tornada a Ponte a Ema, va participar en l'enviament de paquets d'aliments al Vaticà, destinats a poblacions necessitades. A més de les missions de transport de documents en bicicleta, Gino Bartali va acollir, a petició del seu cosí Armando Sizzi, una família jueva, la família Goldenberg, en un dels seus apartaments de Florència.

### Represa de les competicions internacionals i tercera victòria al Giro d'Itàlia (1945-1947)
Després de l'Alliberament les competicions ciclistes internacionals es van reprendre progressivament. El 1945 Bartali va guanyar el Giro de les quatre províncies, a Roma, i el Giro de Campània i posteriorment fou tercer a la Volta a Llombardia. El 1946 Fausto Coppi va fitxar per l'equip Bianchi, passant a ser el rival de Gino Bartali, que continuava al Legnano. Al març, a la Milà-Sanremo, Coppi es va escapar de bon començament en companyia del francès Lucien Teisseire. A mitja cursa marxà en solitari fins a l'arribada, guanyant la cursa amb 14 minuts sobre Teisseire i més de 18 sobre Bartali, quart.
Al Campionat de Zúric, a principis de maig, sí va superar a Coppi i tot seguit va disputar el Giro d'Itàlia. En l'etapa entre Chietii i Nàpols, Gino Bartali va treure quatre minuts a Coppi, que va patir a la part posterior del grup les seqüeles d'una caiguda patida el dia anterior. Va aconseguir el mallot rosa durant la tretzena etapa, disputada entre Udine i lAuronzo di Cadore, en escapar-se al passo della Mauria junt a Coppi, a qui va deixar la victòria d'etapa. Tot i l'atac de Coppi, l'endemà, al coll de Falzarego, Gino Bartali va conservar el mallot rosa de líder fins a l'arribada a Milà i va guanyar aquest primer Giro de postguerra amb 47 segons d'avantatge sobre Coppi. Dues setmanes més tard va dominar la Volta a Suïssa, on va guanyar quatre etapes, la general i el Gran Premi de la muntanya.
El 1947 Bartali es va presentar en un baix estat de forma a la Milà-Sanremo per culpa de la grip i una caiguda durant una cursa en pista a Zuric. En aquesta dura edició, per culpa d'una tempesta, va quedar endarrerit a Novi Ligure per un radi trencat que va haver de reparar ell mateix. Després de protagonitzar una gran remuntada en els darrers cent quilòmetres, a 35 km de l'arribada, atrapà a Ezio Cecchi, escapat des d'un bon començament i que havia comptat amb fins a tretze minuts d'avantatge. Bartali acabaria guanyant la cursa en solitari, amb tres minuts d'avantatge sobre Cecchi.
Al maig va acabar segon al Tour de Romandia i una setmana més tard iniciava el Giro d'Itàlia. El seu company d'equip Renzo Zanazzi va guanyar la primera etapa i va vestir el mallot rosa durant tres etapes. Gino Bartali guanyà la segona etapa, a Gènova, i recupera el mallot rosa en la quarta etapa, que veu la victòria de Fausto Coppi a Prato. Va mantenir el primer lloc de la classificació general durant dotze etapes, destacant la victòria a l'esprint a Fausto Coppi a Pieve di Cadore, a manca de tan sols tres dies per l'arribada a Milà. Durant la següent etapa, entre Pieve di Cadore i Trento, va caure per un problema amb el desviador a 200 metres del coll de Falzarego. Fausto Coppi aprofità per augmentar el ritme. Tot i que sembla que Bartali recupera temps en la baixada, en l'ascensió del Pordoi s'escapà definitivament. Bartali ocupà la setena posició a l'etapa i perd el lideratge en favor de Coppi. Finalment, acabaria el Giro en segona posició a 1,43» del vencedor. Sí que guanyà el Gran Premi de la Muntanya.
L'estiu de 1947 es tornà a disputar el Tour de França després de vuit anys sense disputar-se. Gino Bartali no hi va poder participar perquè el seu equip, el Legnano, no hi pot participar perquè el tractat de pau entre França i Itàlia encara no era oficial, per la qual cosa els dos països es trobaven encara tècnicament en guerra. Dedicat a diverses curses a l'estranger, va obtenir de Learco Guerra, comissari tècnic de la selecció nacional, l'autorització per no participar en les proves de selecció dels campionats del món de carretera. Aquesta elecció desagrada al Sindicat de Ciclistes Italians, que demanen a Bartali que torni al país. Acusat de «deserció», va rebre una reprimenda i no va ser seleccionat per als Mundials. A l'agost va disputar la Volta a Suïssa al capdavant d'un primer equip d'Itàlia, mentre un segon equip era liderat per Fausto Coppi. Bartali dominà la cursa, guanyant dues etapes i la classificació general. Coppi va acabar cinquè a més de 40 minuts.

### Segona victòria del Tour de França (1948)

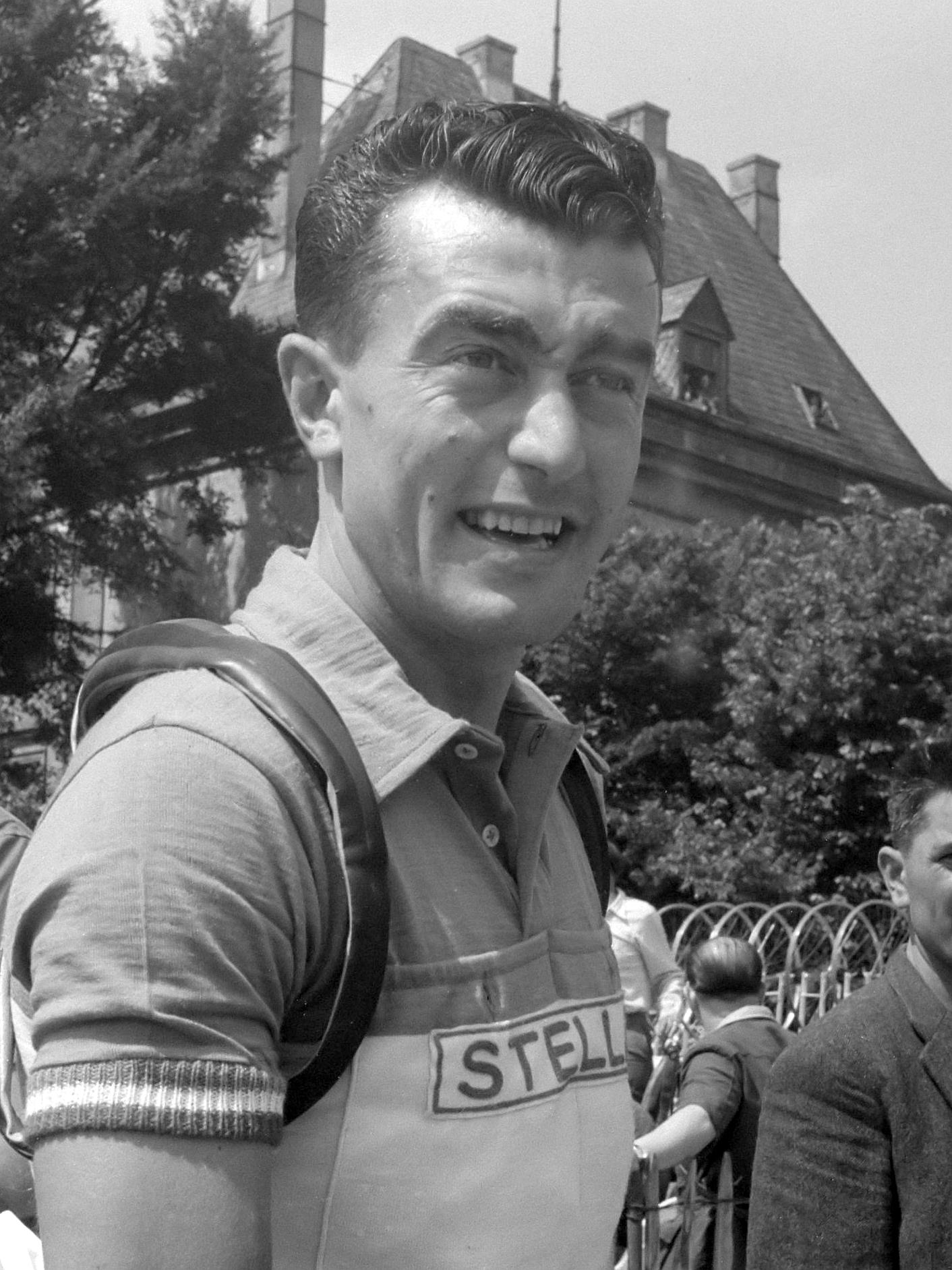
Mallot groc del Tour durant nou dies, Louison Bobet fou finalment superat per Gino Bartali als Alps.

A principis de 1948 Gino Bartali va guanyar el Giro de Toscana, però va finalitzar el Giro d'Itàlia en vuitena posició, a gairebé 12 minuts del vencedor Fiorenzo Magni. A banda, només fou tercer en la classificació de muntanya. Posteriorment, va explicar aquesta mala actuació pel fet de prioritzar el Tour de França, abans de reconèixer, anys més tard, que no era cert, però s'havia de trobar una excusa a la meva derrota!
Deu anys després de la seva primera victòria, Bartali va tornar al Tour de França amb l'equip italià dirigit per Alfredo Binda. En la primera etapa, que va guanyar inesperadament a l'esprint a Trouville-sur-Mer, va aconseguir el mallot groc. Primer «ofegat» pels atacs, després per la tempesta, acompanya a Briek Schotte fins a la meta, on el supera. Amb tot, l'endemà va cedir el lideratge. Després d'una setmana de cursa, a l'inici de la primera etapa pirinenca entre Biarritz i Lorda, ocupa la vint-i-quatrena posició de la classificació general, a vint minuts del primer, el jove francès Louison Bobet. Seguint el consell de Binda, Gino Bartali va fer una cursa a la defensiva, seguint a Bobet i Jean Robic en l'ascensió al coll d'Aubisque i guanyant l'etapa a l'esprint. L'endemà va fer el mateix a Tolosa, després de superar els colls del Tourmalet, Aspin, Peyresourde i Ares. Amb aquests dos triomfs d'etapa va pujar a la vuitena posició de la classificació general, però encara estava 18 minuts rere Bobet. Durant la desena i l'onzena etapa, Bobet, amb un furóncol en un peu, va perdre gairebé tot el marge de temps i fins i tot va amenaçar d'abandonar la cursa, però en la dotzena etapa va sorprendre a tots els rivals i va guanyar l'etapa amb final a Canes. Bartali, que va subestimar Bobet centrant-se només en Robic, va perdre temps per culpa d'una punxada i acabà l'etapa a més de 21 minuts del líder.
Aquell dia, a Itàlia, el líder comunista Palmiro Togliatti és víctima d'un atemptat i es troba entre la vida i la mort. El vespre de l'etapa, el president del Consell, Alcide De Gasperi, va telefonar al seu amic Gino Bartali, a qui havia conegut a Acció Catòlica, i li va demanar que guanyés el Tour per calmar els ànims a Itàlia. Si bé molts periodistes ja no creien en la seva victòria, va aconseguir una actuació excepcional durant la primera etapa alpina entre Canes i Briançon. Mentre Jean Robic atacà en els primers quilòmetres d'ascensió al coll d'Alòs Bartali recupera temps al coll de Vars, abans de neutralitzar-lo en el descens i poc després deixar-lo enrere. La pluja i el vent van fer més dura l'etapa i en l'ascensió al coll d'Izoard va augmentar considerablement les diferències sobre tots els rivals. Tot i una punxada en el descens, va travessar la meta a Briançon amb més de 18 minuts d'avantatge sobre Bobet, que conservà el liderat per poc més d'un minut. L'endemà, entre Briançon i Aix-les-Bains, amb el pas pel Galibier, la Croix de Fer i el coll de Porte i amb unes temperatures gèlides, Bartali va tornar a guanyar l'etapa i va relegar Louison Bobet a més de vuit minuts a la classificació general. Gino Bartali guanyà una tercera etapa consecutiva a Lausana, en el seu 34è aniversari, i encara una setena a Lieja. El seu domini fou total i va guanyar el seu segon Tour de França, deu anys després de la seva primera victòria, amb uns 26 minuts i 16 segons sobre el segon classificat, Briek Schotte. En arribar a París va retre homenatge a Henri Desgrange, mort uns anys abans. El periodista Claude Tillet escriu a L'Équipe: El que és admirable del campió de Legnano és que aquesta vegada va guanyar com a tot terreny, mentre que abans de la guerra havia guanyat com a escalador. Per descomptat, la muntanya era el seu principal actiu, però les victòries a l'esprint, després de les seves escapades, a vegades molt dures, el van ajudar considerablement a aconseguir aquest resultat final davant el qual tothom s'inclina.
Durant els Campionat del Món de Valkenburg, als Països Baixos, Gino Bartali i Fausto Coppi s'observen mútuament durant la cursa i deixen escapar a diversos corredors, preferint assegurar-se que l'altre no guanyi i acaben retirant-se de la cursa. Al setembre, la federació italiana els va suspendre durant dos mesos, tot i que al desembre anul·la la sanció.

### Ajudant a Fausto Coppi (1949)

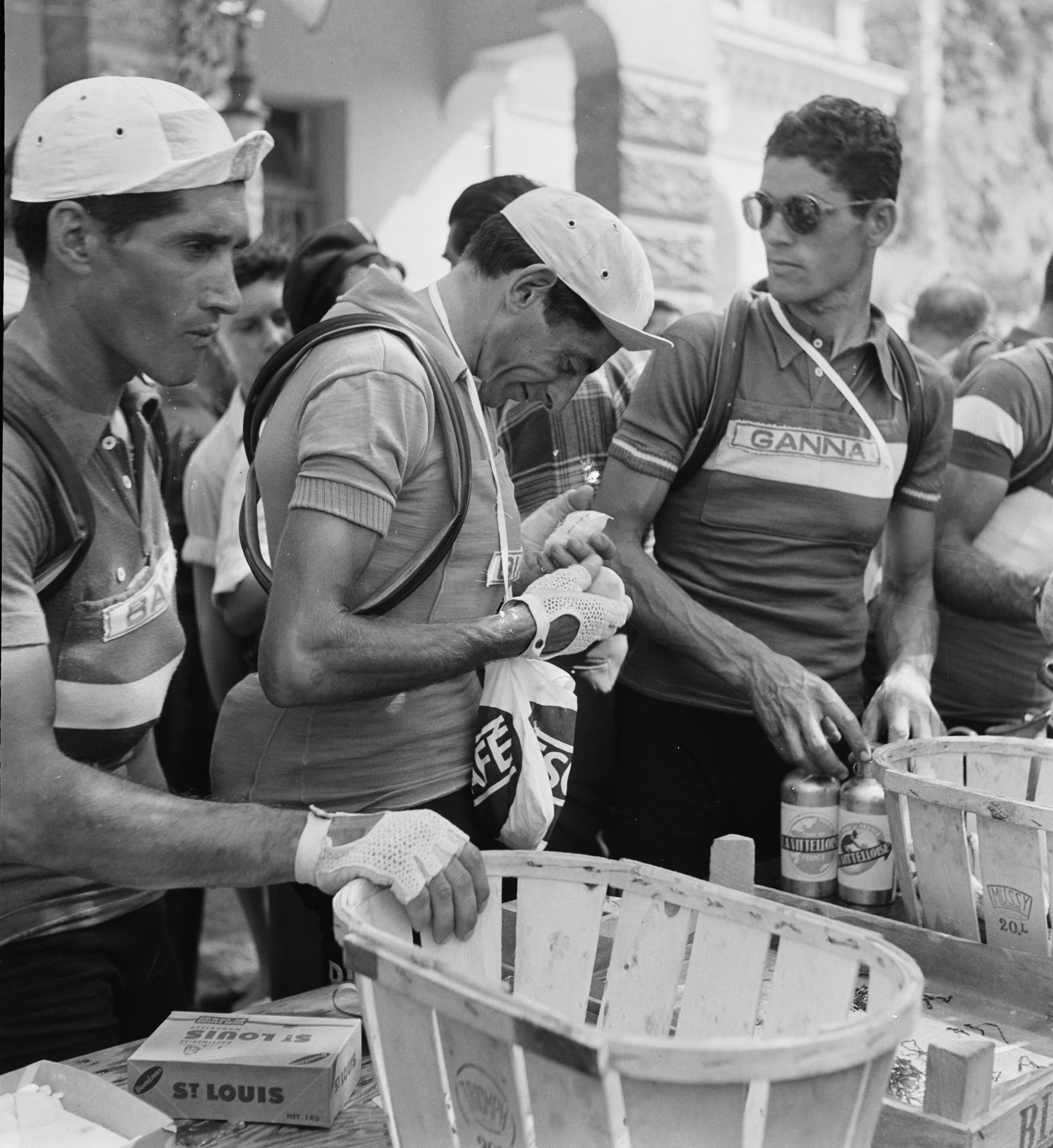
Fausto Coppi al Tour de França de 1952.

El 1949 Bartali va deixar el Legnano per crear el seu propi equip. Malgrat la presència del suís Ferdi Kübler per a les curses a Itàlia, la seva plantilla és de baixa qualitat. Té un inici de Giro d'Itàlia difícil, perjudicat després d'haver begut d'un recipient ofert per un espectador. La victòria final es decidí en la 17a etapa, entre Cuneo i Pinerolo. Fausto Coppi es va escapar en solitari durant 200 quilòmetres per assegurar-se el mallot rosa a l'arribada. Gino Bartali va acabar segon de l'etapa, la mateixa posició que ocupà en la general, a gairebé 24 minuts de Coppi.
En acabar el Giro d'Itàlia Fausto Coppi vol disputar el Tour de França com a únic líder i no vol que Gino Bartali estigui al seu costat. Aquesta petició va ser rebutjada immediatament per la direcció de l'equip italià, que no es podia permetre el luxe d'alinear el vigent campió. Les negociacions, liderades per Alfredo Binda, porten a un acord en una reunió a Chiavari. Després d'una difícil distribució de rols en el si de l'equip, Gino Bartali i Fausto Coppi inicien plegats el Tour de França. Desanimat per una caiguda entre Roan i Sant-Maloù, Coppi és a punt d'abandonar, però Bartali el va ajudar. Coppi es troba a 37 minuts del líder de la classificació general. Coppi guanyà la setena etapa, una contrarellotge, i Bartali guanya la setzena, amb final a Briançon, en el seu 35è aniversari després d'un acord amb Coppi. Al mateix temps aconsegueix el lideratge, fins aleshores en poder del també italià Fiorenzo Magni. L'endemà, Fausto Coppi i Gino Bartali tornen a atacar plegats, però Bartali queda endarrerit per culpa d'una punxada i una posterior caiguda. Coppi guanya a Aosta i aconsegueix un lidera que mantindria fins a París i aconseguir guanyar el seu primer Tour de França, per davant de Bartali.

### Últims grans èxits
Al començament de 1950 Gino Bartali va guanyar a l'esprint la Milà-Sanremo i el Giro de Toscana. Era, doncs, un clar favorit a la victòria final del Giro d'Itàlia. Va guanyar la novena etapa, a les Dolomites, superant els suïssos Ferdi Kübler i Hugo Koblet en un esprint a Bozen. Koblet fou el guanyador de la classificació general, amb més de cinc minuts per davant de Bartali, segon.
Després de la lesió que va patir Fausto Coppi durant el Giro d'Itàlia, Gino Bartali quedà sol al capdavant de l'equip italià pel Tour de França. Els ciclistes italians guanyen cinc de les nou primeres etapes. Durant la primera etapa pirinenca, l'onzena, entre Pau i Saint-Gaudens, Gino Bartali corona l'Aubisca en companyia de Kléber Piot, a més d'un minut d'un grup format per Louison Bobet, Ferdi Kübler, Stan Ockers i Georges Meunier, mentre Jean Robic corre sol al capdavant. Després d'unir-se a aquest grup al Tourmalet, Bartali es va escapar en companyia de Robic i Bobet. En l'ascensió al coll d'Aspin els espectadors francesos el van entorpir i el van fer caure, arrossegant amb ell els dos companys d'escapada. Malgrat això, aquest incident va guanyar l'etapa a l'esprint a Saint-Gaudens, mentre el seu company d'equip Fiorenzo Magni es vestia amb el mallot groc. Amb tot, un cop acabada l'etapa Bartali va dir que havia estat colpejat al caure. També afirma que va veure un home que s'acostava a ell amb un ganivet a la mà. Sentint-se amenaçat, exposa al seu director esportiu, Alfredo Binda, la intenció de retirar-se de la cursa: No vull continuar perquè l'esport que practico és perillós. Ho serà encara més, si jutjo per l'hostilitat mostrada envers nosaltres per part del públic. Tots els ciclistes italians van decidir abandonar el Tour de França. El Tour continuà disputant-se l'endemà sense mallot groc. El suís Ferdi Kübler acabà guanyant aquesta edició. Més que por per la seva pròpia seguretat, alguns observadors afirmen que va ser la gelosia davant una possible victòria del seu rival Fiorenzo Magni el que va empènyer Gino Bartali a utilitzar la seva forta personalitat per obligar a tot l'equip cap a Itàlia a retirar-se.

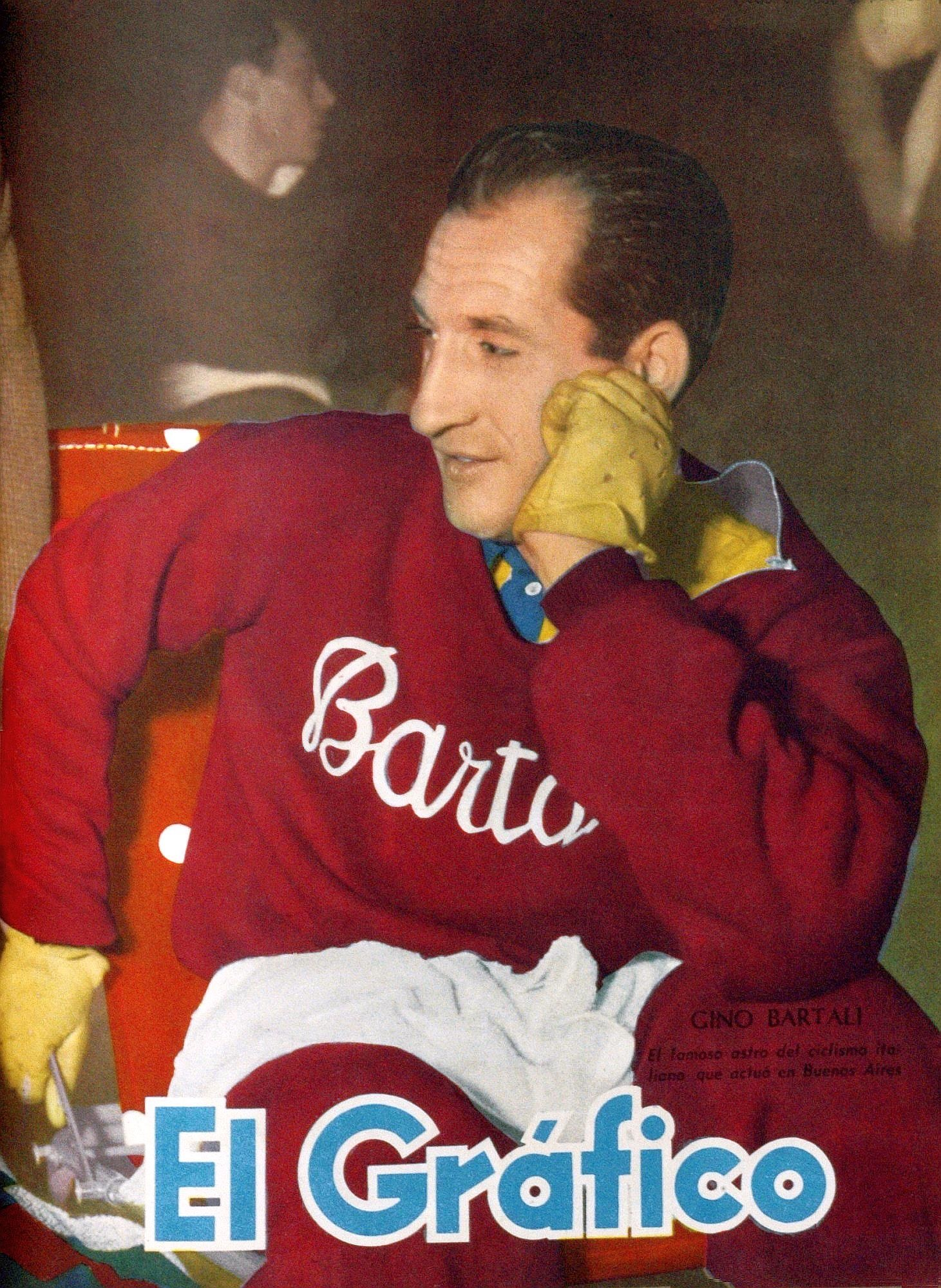
Gino Bartali el 1952

Al Giro d'Itàlia de 1951 Bartali va perdre molt de temps en la primera etapa, per a poc a poc anar recuperant posicions. Acabà la cursa en desena posició, el pitjor resultat fins al moment en aquesta cursa. Inicialment, es va negar a disputar el Tour de França com a gregari de Fausto Coppi, ja que havia guanyat el Giro del Piemont amb suficient solvència per tenir una posició més rellevant a l'equip italià del Tour. Aquesta cursa va quedar marcada per la mort de Serse Coppi en una caiguda durant l'esprint final. Com Bartali uns anys abans, Coppi també perdia el seu germà petit en una cursa. Al Tour aconseguí diverses posicions de mèrit, tot i no guanyar cap etapa, acabant en quarta posició a la classificació general, a 29 minuts del vencedor, el suís Hugo Koblet.
El 1952 va disputar el Tour de França amb l'equip italià. Es va comprometre a ajudar en tot moment a Fausto Coppi, líder de l'equip. Coppi, guanyador del Giro, no volia a Bartali a l'equip si havia de lluitar per la general i fer-li ombra. Fausto Coppi va guanyar una etapa a contrarellotge a Nancy durant la primera setmana de cursa i aconseguí el liderat tot guanyant a l'Alpe d'Huez en la desena etapa. Entre Sestrières i Mònaco Fausto Coppi va patir una punxada i fou ajudat per Gino Bartali, que li va cedir una roda. Bartali encara va ajudar a Coppi en alguna ocasió més. Finalment, Gino Bartali acabaria el Tour de França en quarta posició, a més de 35 minuts de Coppi, el qual aconseguiria la segona i darrera victòria en aquesta cursa.
Per lleialtat vers Gino Bartali, Fausto Coppi no va amenaçar la seva victòria al campionat italià durant la disputa de la Coppa Bernocchi. Vencedor del Giro d'Emília i del Giro de la Província de Reggio de Calàbria, Bartali liderava el campionat italià per punts. La neutralitat de Coppi li va permetre controlar la resta de rivals perillosos per al títol i acabar guanyant el campionat italià en ruta.

### Final de la carrera esportiva
El 1953 fou quart a Giro d'Itàlia, sense guanyar cap etapa però obtenint diverses places d'honor. La Unió Velocipèdica Italiana se sotmet a l'ultimàtum de Fausto Coppi, que accepta participar en el Tour de França amb la condició que Bartali no hi sigui. Finalment, serà Coppi qui renuncia a prendre-hi part, per la qual cosa sí que ho farà Bartali. Quan s'acosten els Pirineus, sols és el 29è de la classificació general, a 12 minuts de Fritz Schaer, líder de la cursa. Novè a l'etapa entre Pau i Cauterets i sisè a la següent, va pujar fins a la dotzena posició de la general, abans de perdre cinc posicions en les etapes disputades entre els Pirineus i els Alps. A la dissetena etapa, entre Mònaco i Gap, va formar part del grup escapat i acabà segon de l'etapa, rere l'holandès Wout Wagtmans. Finalment, acabaria el Tour, darrer que disputaria, en onzena posició.
Malgrat les males actuacions de Fausto Coppi i Fiorenzo Magni en la cursa de preselecció, Bartali no va ser seleccionat per disputar el campionat del món de carretera que havia de tenir lloc a Lugano. El campionat l'acabaria guanyant Coppi.
El 18 d'octubre Gino Bartali va patir un accident de cotxe mentre condueix amb un amic al Gran Premi Vanini de Lugano. Va patir una fractura de pelvis, dues vèrtebres i contusions al cap i les cames. Després de témer la retirada immediata, va reprendre els entrenaments tres mesos més tard, a principis de 1954. Va aconseguir algunes places d'honor en les primeres curses i després va participar en el seu darrer Giro d'Itàlia, cursa que acabaria en tretzena posició. Va ser onzè al Critérium des As, la seva darrera cursa a França, i setè al Circuit Colònia-Monzese, la seva última prova. El 9 de febrer de 1955 anuncia la seva retirada.
Gino Bartali continuà vinculat al ciclisme i va acceptar ser el director esportiu de l'equip San Pellegrino. A finals de 1959 s'associà amb Fausto Coppi, que va acceptar unir-se a l'equip de Bartali per assumir el paper de capità de carretera per supervisar els joves ciclistes de la formació. La seva col·laboració va ser, però, de curta durada: Fausto Coppi va morir el 2 de gener de 1960 després de contraure la malària durant un viatge a l'Alt Volta.

## Posteritat

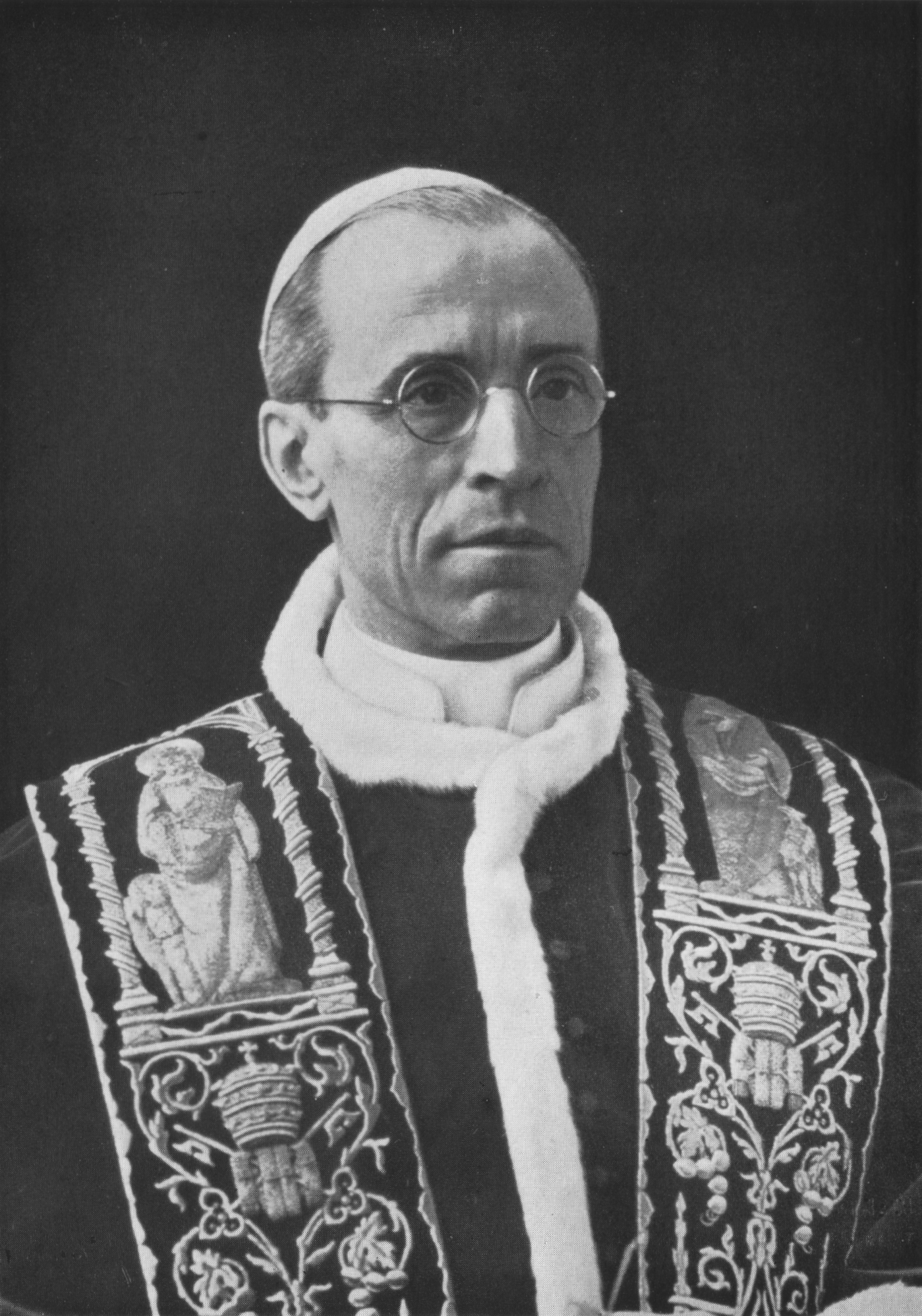
Admirador de Bartali, el papa Pius XII el condecorà amb l'orde de Sant Silvestre per les seves accions durant la guerra.

Gino Bartali va morir el 5 de maig de 2000 al seu domicili de Ponte a Ema arran d'una aturada cardíaca. Amb dos Tours de França, tres Giros d'Itàlia, quatre Milà-Sanremo, tres Voltes a Llombardia i quatre campionats italians, Gino Bartali és considerat un dels corredors més grans de la història del ciclisme. Els seus nombrosos èxits li van valer el sobrenom a Itàlia de «campionissimo», com els grans Costante Girardengo i Alfredo Binda, així com Fausto Coppi poc després. Un any després de la seva mort, una cursa per etapes italiana creada el 1984 va ser rebatejada com a Setmana Internacional de Coppi i Bartali, en homenatge a aquests dos ciclistes. El 2002 va ser un dels corredors incorporats al Saló de la Fama de la Unió Ciclista Internacional. L'1 d'abril de 2006 va obrir les portes un museu dedicat a la seva trajectòria al seu poble de Ponte a Ema gràcies a l'acció d'una associació. El 2010 Correus de San Marino va emetre dos segells amb motiu del desè aniversari de la mort de Gino Bartali i el cinquantè de la de Fausto Coppi on se'ls veu intercanviant-se un bidó d'aigua durant una cursa. Una plaça de Florència porta el seu nom, mentre que hi ha monument que l'honoren a Perusa, Terontola, al capo Berta i al passo Rolle.
El 2006 la Rai va produir una minisèrie en dos episodis titulada Gino Bartali - L'intramontabile, en què el campió és interpretat per Pierfrancesco Favino. Gino Bartali va fer dues aparicions cinematogràfiques, la primera a la pel·lícula Totò al giro d'Italia, dirigida per Mario Mattoli el 1948 i la segona a Femmine di lusso, de Giorgio Bianchi, el 1960, en la qual s'interpreta a ell mateix.
Gino Bartali va rebre nombrosos premis i distincions. Va rebre la medalla d'argent al mèrit esportiu l'any 1938, la medalla d'or el 1965, atorgada pel Comitè Olímpic Nacional Italià, així com el collaret d'or al mèrit esportiu el 2000. També va ser nomenat cavaller de l'orde de Sant Silvestre pel papa Pius XII després de la seva victòria al Tour de França de 1948. Fou anomenat Gran Oficial de l'Orde del Mèrit de la República Italiana el 27 de desembre de 1986 a proposta de la Presidència del Consell de Ministres i Cavaller Gran Creu del mateix orde el 27 de desembre de 1992. La seva participació activa en una xarxa clandestina durant la Segona Guerra Mundial li va valer el reconeixement com a Justos entre les Nacions el 23 de setembre de 2013 i el seu nom va quedar inscrit a la paret del memorial Iad va-Xem. També va rebre la medalla d'or al mèrit civil el 31 de maig de 2005.

## Homenatge
El 7 de maig de 2015, en presència del president del Comitè Olímpic Nacional Italià, Giovanni Malagò, es va inaugurar el Passeig de la Fama de l'esport italià al Parc Olímpic del Foro Italico de Roma. 100 fitxes informen cronològicament dels noms dels atletes més representatius de la història de l'esport italià. A cada fitxa hi ha el nom de l'esportista, l'esport en què es va distingir i el símbol del CONI. Una d'aquestes fitxes està dedicada a ell.

## Morfologia, habilitats i estil de carrera
Gino Bartali feia 1,71 metres i pesava de 67 a 68 kg. La seva capacitat pulmonar era de 5,5 litres: No he fet mai un exercici de musculació a la meva vida. El meu pit està bastant poc desenvolupat, perquè els meus músculs són llargs. La capacitat del pit, d'uns 5 litres o 5 litres i mig, és només mitjana per a un esportista. Els batecs del seu cor eren especialment lents: en repòs, el pols baixava a 32 batecs per minut. Tanmateix, aquest cor atlètic el posava en dificultats a l'inici de les etapes, ja que necessitava molt de temps per escalfar. Per aquest motiu els seus adversaris, durant les etapes de muntanya, l'atacaven des del primer port de muntanya per intentar desestabilitzar-lo. Seguint el consell dels seus metges, Gino Bartali va intentar eludir aquest defecte fumant un cigarret i bevent diversos cafès abans de l'inici de les seves curses.
De la mateixa manera, practicava diàriament una sèrie de vint-i-quatre exercicis gimnàstics per mantenir l'agilitat i el to muscular. A més, va buscar optimitzar les seves fases de recuperació per eliminar toxines i relaxar els músculs. Es preocupava constantment per la posició del seu llit en cadascun dels hotels que freqüentava quan competia, assegurant-se que sempre estigués orientat de nord a sud. També feia banys d'aigua calenta en una banyera on, prèviament, hi havia abocat 2 kg de sal i una ampolla de vinagre, barreja que a vegades es conformava en aplicar als músculs en forma de cataplasma. Segons Jacques Augendre Bartali tenia una ferma posició contra el dopatge. Felicitant Poulidor per la victòria a Milà-Saremo de 1961, l'aconsellà tot dient-li: No toquis estimulants i no visitis farmàcies, tret que tinguis angines o sinusitis. Gino Bartali narra com va intentar conèixer les tècniques adoptades per Fausto Coppi, en especial els productes que li proporcionava la natura.
Gran escalador, va aconseguir els seus principals èxits a la muntanya. En aquest terreny, on és capaç de produir acceleracions fulgurants on aixafa els seus rivals.Jean Routier el va descriure així durant el Tour de França de 1938: És el gran, el veritable campió de les muntanyes i ens va deixar bocabadats pel seu aspecte harmoniós i poderós alhora, per la increïble facilitat del seu estil. Podem evocar la memòria de tots els millors escaladors, però cap d'ells ha causat tanta impressió. Chany assenyala que Bartali té aquesta característica inusual d'augmentar sobtadament el seu ritme en superar percentatges elevats, mentre que els seus contrincants es veuen obligats a reduir els seus, una maniobra inusual que li permet deixar-los tots enrere. El periodista Raymond Huttier veu Bartali de la següent manera: [Ell] no és un d'aquells estilistes de muntanya, com Binda, Vietto o Antonin Magne, que van posar com a punt d'honor no moure la bicicleta. Bartali posa més fantasia en la seva acció: a vegades balanceja els malucs amb sacsejades ràpides, es manté en fila un moment, després es posa en posició de ballarí i salta alegrement d'un pedal a l'altre per retrocedir, uns segons després, el tors impecablement recte, ben al mig de la bicicleta; un bust poc ample, però molt llarg i molt gruixut i que ha de contenir, certament, una potent manxa; unes cuixes fortes amb un múscul posterior que destaca molt clarament a la muntanya, però unes cames molt esveltes amb panxells semblants a galls i braços encara més fràgils; en el fons, el veritable campió de carretera, amb bons pulmons, un cor fort, unes cames potents i sense pes innecessari.
Gino Bartali a vegades fa la impressió d'estar totalment fora de cursa. Raymond Huttier escriu a Le Miroir des sports: El que més crida l'atenció de Bartali és el seu aire estranyament distant. Tot en aquest pietós somiador, en el seu rostre greu, en el seu comportament una mica despreocupat, en el so de la seva veu profunda, indica un caràcter suau i melangiós. Escriu també a la 14a etapa del Tour de França de 1938, que Bartali va guanyar entre Digne i Briançon: Bartali fes l'efecte de no mirar res, no sentir res, no sentir res.
Anomenat l'home de ferro per la seva resistència, la seva extraordinària resistència el predisposa a les curses de llarga durada més exigents com ha assenyalat Jacques Augendre. Té la rara particularitat de combinar la superioritat en la muntanya amb el talent com a esprintador, havent guanyat als millors esprintadors com Rik Van Steenbergen o Guy Lapébie, en els darrers metres. Gino Bartali va tenir una carrera notablement llarga, que li va valer el sobrenom durant els seus darrers anys en actiu de Il Vecchio, el vell, o l'imperible. La seva longevitat li va permetre guanyar dos Tours de França amb deu anys de diferència, una gesta que cap altre corredor ha aconseguit. Entre aquestes dues victòries la Segona Guerra Mundial li va impedir augmentar el seu palmarès. Sense ella és probable que tingués el palmarès més ric pel que fa a les grans voltes segons Jean-Pierre de Mondenard.

## Gino el Pietós
Gino Bartali rep el sobrenom de «Gino le Pieux» durant el Tour de França de 1937. Enviat pel poder feixista italià amb finalitats propagandístiques, hi va destacar la seva fe cristiana i el seu misticisme: els vespres meditava sobre la vida de Santa Caterina de Siena i els dies de descans anava a escoltar missa. A París, després de la seva victòria al Tour de França de 1938 va anar a la basílica de Notre-Dame-des-Victoires per dipositar una corona de flors als peus de l'estàtua de Santa Teresa, a qui venerava especialment. També tenia una medalla soldada amb la seva efígie a la tija de la seva bicicleta.
Va ser després de la mort del seu germà Giulio el 1936 que esdevingué místic.
| « | L'emoció […] va provocar en mi una metamorfosi total. Fins aleshores havia estat un home bastant lliure, impulsiu, que no menyspreava, a vegades, les diversions força frívoles. Cal dir que vaig descobrir Itàlia al mateix temps que em va descobrir a mi. L'alegria de la glòria em va girar el cap. Diverses relacions femenines m'havien obert els ulls a la vida, i començava a creure en... Bartali Gino. Un terrible recordatori de la nostra condició va provocar en mi una fe religiosa ardent. Vaig fer un gir interior sobtat. Em vaig posar seriós. La mort del meu germà m'havia semblat un avís diví en un moment en què, potser, podria haver comès els pitjors errors. Vaig començar a pregar amb fanatisme per l'ànima de Giulio. | » |

Fou membre del Tercera Orde del Carmel, una associació catòlica de laics que acceptaven una vida de pobresa al servei dels altres. Membre d'Acció Catòlica, mai va amagar la seva aversió al feixisme, tot i que el seu èxit al Tour de 1938 havia estat aprofitat per la dictadura de Mussolini. No va ser fins a l'any 2013 quan es va saber la seva participació clandestina en el rescat de jueus i resistents perseguits per les autoritats feixistes: sota l'aparença de viatges d'entrenament, abandonava regularment Florència per anar a Assís (Umbria), però també a Gènova i als Abruços, viatges de més de 350 km d'anada i tornada, per portar papers falsos amagats a la seva bicicleta. Formava part d'una xarxa de resistència liderada pel rabí Nathan Cassuto i per l'arquebisbe de Florència, el cardenal Elia Dalla Costa. El 23 de setembre de 2013 Gino Bartali va ser reconegut pòstumament com a Justos entre les Nacions pel memorial Iad va-Xem.
El 1959 va fer una important donació econòmica per ajudar a continuar les obres de la Sagrada Família de Barcelona.

## Principal palmarès
- 1934
  - 1r al Giro del Casentino
  - 1r a la Bassano-Monte Grappa
- 1935
  -  Campió d'Itàlia en ruta per punts
  - 1r a la Volta a Euskadi i vencedor de 3 etapes
  - 1r a la Coppa Bernocchi
  - 1r del Gran Premi Reus-Barcelona
  - 1r del Giro de les Dues Províncies
  - Vencedor d'una etapa al Giro d'Itàlia i del  Gran Premi de la Muntanya
- 1936
  -  1r al Giro d'Itàlia, vencedor de 3 etapes i del  Gran Premi de la Muntanya
  - 1r a la Volta a Llombardia
  - 1r al Giro de la província de Milà, amb Learco Guerra
- 1937
  -  Campió d'Itàlia en ruta
  -  1r al Giro d'Itàlia, vencedor de 3 etapes i del  Gran Premi de la Muntanya
  - 1r al Giro del Piemont
  - 1r al Giro del Laci
  - Vencedor d'una etapa al Tour de França
- 1938
  -  1r al Tour de França, vencedor de 2 etapes i del  Gran Premi de la Muntanya
  - 1r al Giro de la província de Milà, amb Pierino Favalli
- 1939
  - 1r a la Milà-Sanremo
  - 1r a la Volta a Llombardia
  - 1r al Giro de Toscana
  - 1r al Giro del Piemont
  - 1r al Giro de la província de Milà, amb Pierino Favalli
  - Vencedor de 4 etapes al Giro d'Itàlia i del  Gran Premi de la Muntanya
- 1940
  -  Campió d'Itàlia en ruta
  - 1r a la Milà-Sanremo
  - 1r a la Volta a Llombardia
  - 1r al Giro de Toscana
  - 1r al Giro de Campània
  - 1r al Giro del Laci
  - 1r al Giro de la província de Milà, amb Pierino Favalli
- 1942
  - 1r al Giro de la província de Milà, amb Pierino Favalli
- 1945
  - 1r al Giro de Campània
  - 1r al Giro del Laci
- 1946
  -  1r al Giro d'Itàlia i del  Gran Premi de la Muntanya
  - 1r a la Volta a Suïssa, vencedor de 4 etapes i del Gran Premi de la muntanya
  - 1r al Campionat de Zúric
  - 1r al Trofeu Matteotti
- 1947
  - 1r a la Milà-Sanremo
  - 1r a la Volta a Suïssa, vencedor de 2 etapes i del Gran Premi de la Muntanya
  - Vencedor de 2 etapes al Giro d'Itàlia i del  Gran Premi de la Muntanya
- 1948
  -  1r al Tour de França, vencedor de 7 etapes i del  Gran Premi de la Muntanya
  - 1r al Campionat de Zúric
  - 1r al Giro de Toscana
- 1949
  - 1r al Tour de Romandia
  - Vencedor d'una etapa al Tour de França
- 1950
  - 1r a la Milà-Sanremo
  - 1r al Giro de Toscana
  - Vencedor d'una etapa al Giro d'Itàlia
  - Vencedor d'una etapa al Tour de França
- 1951
  - 1r al Giro de Piemont
  - Vencedor d'una etapa al Giro d'Itàlia
- 1952
  -  Campió d'Itàlia en ruta
  - 1r del Giro d'Emília
  - 1r del Giro de la Província de Reggio de Calàbria
- 1953
  - 1r del Giro d'Emília
  - 1r al Giro de Toscana

### Resultats al Giro d'Itàlia
- 1935. 7è de la classificació general, vencedor d'una etapa i del  Gran Premi de la Muntanya
- 1936. 1r de la classificació general, vencedor de 2 etapes i del  Gran Premi de la Muntanya
- 1937. 1r de la classificació general, vencedor de 5 etapes i del  Gran Premi de la Muntanya
- 1939. 2n de la classificació general, vencedor de 4 etapes i del  Gran Premi de la Muntanya
- 1940. 9è de la classificació general, vencedor de 2 etapes i del  Gran Premi de la Muntanya
- 1946. 1r de la classificació general i del  Gran Premi de la Muntanya
- 1947. 2n de la classificació general, vencedor de 2 etapes i del  Gran Premi de la Muntanya
- 1948. 8è de la classificació general
- 1949. 2n de la classificació general
- 1950. 2n de la classificació general i vencedor d'una etapa
- 1951. 10è de la classificació general i vencedor d'una etapa
- 1952. 5è de la classificació general
- 1953. 4t de la classificació general
- 1954. 13è de la classificació general

### Resultats al Tour de França
- 1937. Abandona (12a etapa) i vencedor d'una etapa
- 1938. 1r de la classificació general, vencedor de 2 etapes i del  Gran Premi de la Muntanya
- 1948. 1r de la classificació general, vencedor de 7 etapes i del  Gran Premi de la Muntanya
- 1949. 2n de la classificació general i vencedor d'una etapa
- 1950. Abandona (12a etapa) i vencedor d'una etapa
- 1951. 4t de la classificació general
- 1952. 4t de la classificació general
- 1953. 11è de la classificació general